# Le Silence (Préault)
Pour les articles homonymes, voir Le Silence.
Le Silence est un médaillon sculpté en 1842 par Auguste Préault pour la tombe de Jacob Roblès au cimetière du Père-Lachaise à Paris. Il le présente comme une œuvre unique sous le titre Le Silence au Salon de 1849 où il remporte un franc succès et introduit le symbolisme en sculpture. De nombreux artistes symbolistes se réfèrent par la suite à cette œuvre comme Odilon Redon ou Lucien Lévy-Dhurmer.

## Fin d'un ostracisme

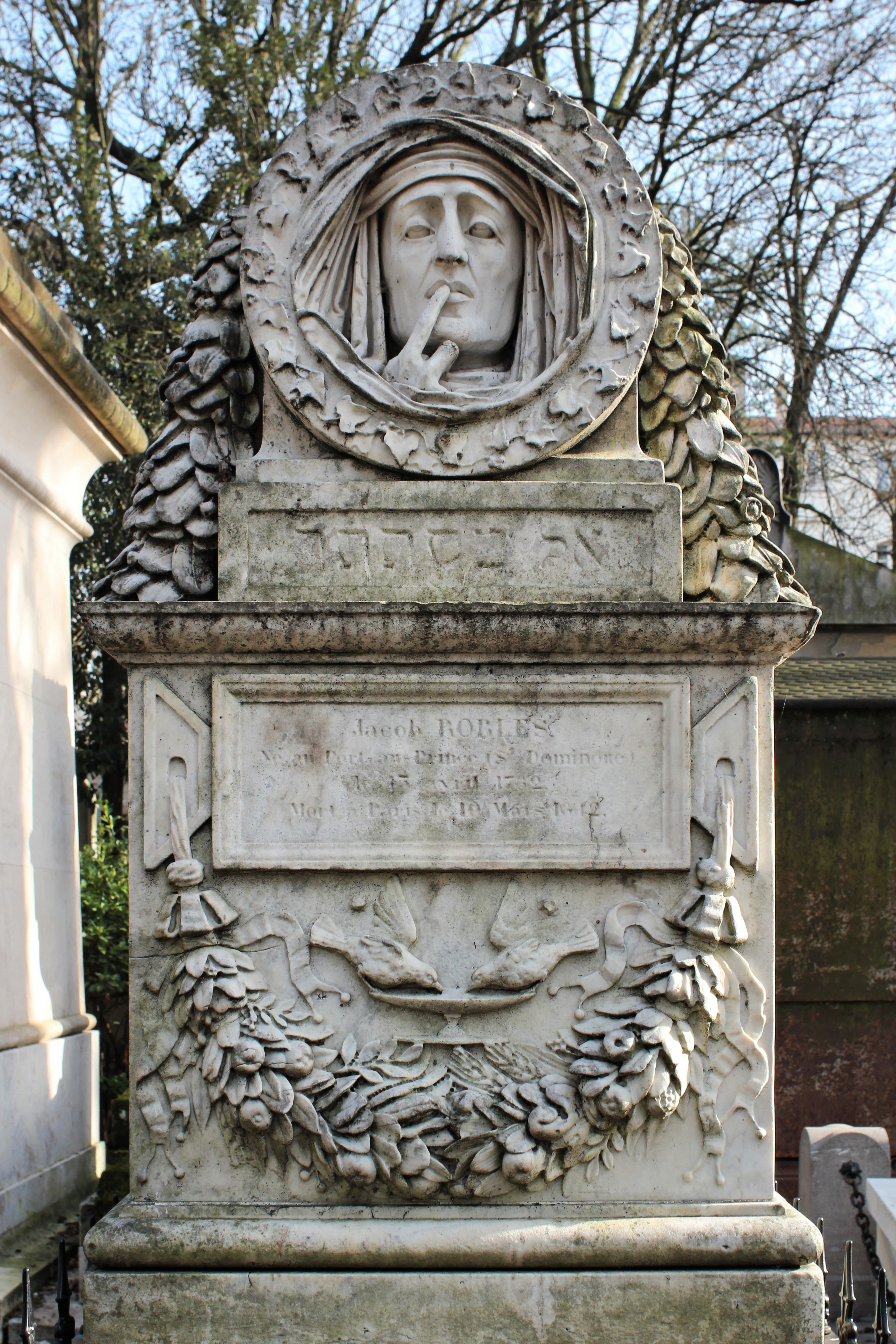
Auguste Préault, Tombeau de Jacob Roblès, 1842, Paris, cimetière du Père-Lachaise.

L'œuvre d'Auguste Préault est une commande pour la tombe de Jacob Roblès, située dans la 7e division du cimetière, dont il crée le modèle en 1842. L'œuvre est exposée au Salon de 1849, le premier Salon auquel il est admis depuis le scandale provoqué par sa Tuerie qui a provoqué le refus systématique de ses œuvres par le jury de la monarchie de Juillet (régime qui prend fin en 1848),. L'œuvre est un grand succès et deux éditions en bronze ainsi que douze plâtres sont exécutés ; Paul Huet, Corot et Nadar possédaient tous les trois un exemplaire. Celui de Paul Huet est désormais conservé au musée du Louvre.
Le Silence est la première sculpture funéraire de Préault, qui réalise une dizaine par la suite, entre 1848 et 1875.

## Une œuvre symboliste
Par cette œuvre, Préault introduit le symbolisme en sculpture en créant un symbole de la frontière infranchissable qui sépare le monde des morts de celui des vivants,. Il se distingue de son maître David d'Angers qui avait une approche plus descriptive et même de toute la tradition funéraire d'alors qui consistait à faire des représentations soit allégoriques soit narratives. La figure qu'il représente est d'ailleurs androgyne, ce qui deviendra typique des artistes symbolistes fin-de-siècle avec des figures comme Joséphin Peladan qui dédie même un ouvrage au sujet,,.
L'œuvre connaît d'ailleurs un succès très important chez les symbolistes, parmi lesquels Redon et Lévy-Dhurmer qui reprennent la pose caractéristique.